# Predsjednički dvori
Predsjednički dvori su službena rezidencija predsjednika Republike Hrvatske od 1992. godine, a nalaze se u Zagrebu na adresi Pantovčak 241. 

## Opis
Prva predsjednička rezidencija bila je smještena u Visokoj ulici na Gornjem gradu u Zagrebu, a nakon toga je preseljena u Banske dvore na Trg sv. Marka, današnju zgradu Vlade Republike Hrvatske. Nakon raketiranja Banskih dvora 7. listopada 1991. godine, rezidencija predsjednika Republike preseljena je na današnju lokaciju na Pantovčaku.
Rezidencija u kojoj su smješteni Predsjednički dvori bila je poznatija kao Vila Zagorje, koja je bila građena 1963. – 1964. godine prema projektu arhitekta Vjenceslava Richtera u suradnji s Kazimirom Ostrogovićem za potrebe Josipa Broza Tita.
Godine 1990. Vila Zagorje ulazi u razmatranje za smještaj Muzeja suvremene umjetnosti, što je stručno podržano od njezinih graditelja (Vjenceslav Richter). Sabor je bio spreman prihvatiti prijedlog, no kasnije je odlučeno da se njezina namjena prepusti odluci nove Vlade, koja ju je zadržala za svoje potrebe.
Glavna zgrada Ureda je primjer sinteze urbanizma, arhitekture i suradnje s likovnim umjetnicima. Stropovi glavne i ostalih dvorana u prizemlju, popločenje u vrtu na južnoj strani objekta, glavna ulazna staklena vrata i strop nadstrešnice pred ulazom odgovaraju novom senziblitetu za plastično oblikovanje Novih tendencija. Objekt je okružen parkom koji se prostire na 100.000 tisuća četvornih metara. Na krajnjem sjeveru park-šume nalazi se i Vila Prekrižje (nekadašnja Vila Weiss).
U predvorju Predsjedničkih dvora izložena su, prema kronološkom redoslijedu, poprsja hrvatskih velikana kralja Tomislava, Mažuranića, Strossmayera, Starčevića, Radića, Stepinca i Tuđmana.
Za naziv Predsjednički dvori prema nekim izvorima zaslužan je Jure Radić, tadašnji predstojnik Ureda predsjednika Franje Tuđmana. 
Predsjednik Zoran Milanović početkom ožujka 2020. uklonio je sve biste s Pantovčaka.

## Vanjske poveznice
- Kompleks Ureda predsjednice  Arhivirana inačica izvorne stranice od 2. travnja 2019. (Wayback Machine)